# 사와 산성

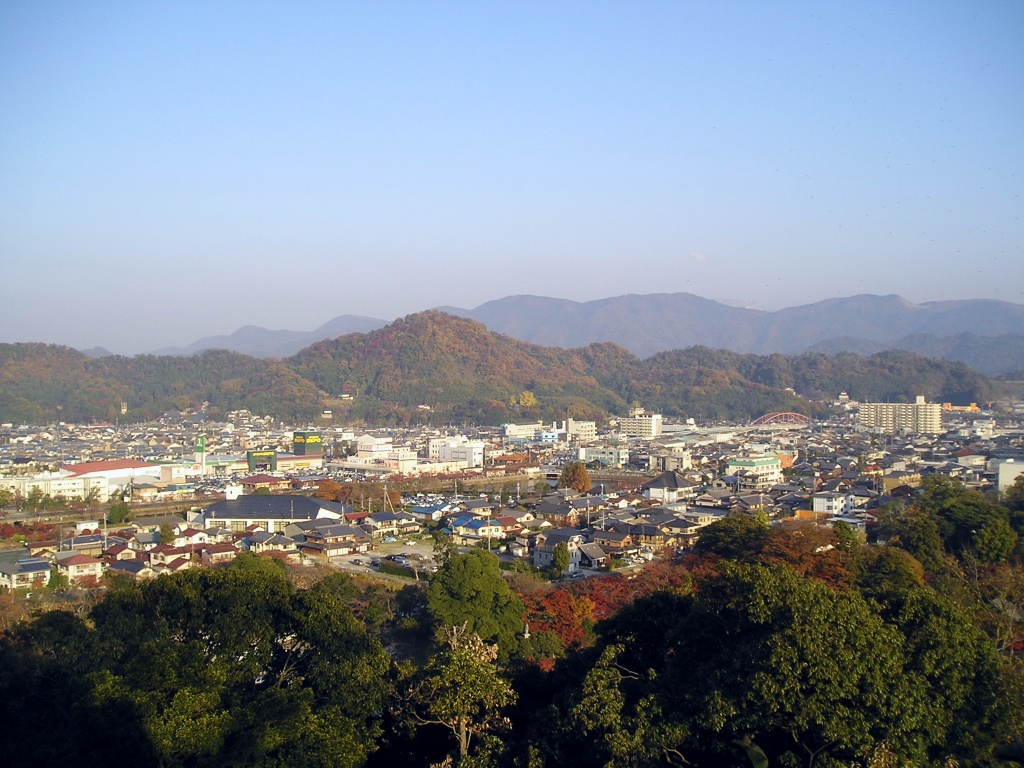
히코네성에서 바라본 사와 산.

사와야마 성(일본어: 佐和山城 사와야마조[*])은 시가현 히코네시에 있었던 연곽식 산성이다. 세키가하라 전투 때 실질적으로 서군을 이끈 이시다 미쓰나리의 거성으로 알려져 있다.

## 역사
사와 산성이 축성된 것은 가마쿠라 시대 호족 사호 가문이었다. 센고쿠 시대에는 아자이 가문의 지성으로 사용되었고, 1570년대 들어서 아자이 가문의 가신이며 성주였던 이소노 가즈마사가 오다 노부나가의 전투에서 일진일퇴를 거듭하다 1571년 음력 2월 항복하고, 대신 오다 가문의 가신 니와 나가히데가 입성해 이 지역을 지배하였다.
1582년 음력 6월 혼노지의 변 후, 이루어진 기요스 회의에서 아케치 미쓰히데 토벌에 공이 있던 호리 히데마사에게 사와 산성을 주었다. 그 후, 호리 가문이 전봉되자, 호리오 요시하루가 입성하여 이 지역을 다스렸다. 1590년 혹은 이전 또는 이후에 고부교(五奉行) 중 한 명이었던 이시다 미쓰나리가 입성해 대규모로 성을 보수한다. 산 정상에는 5층 또는 3층 천수를 세워 자신의 위신을 과시해, “미쓰나리에게는 과분한 것이 두개 있다. 시마의 사콘과 사와 산의 성이다.”라는 소리를 들었다. 단, 부교(奉行) 임무를 수행하기 위해서 미쓰나리는 후시미성에 머무는 기간이 많았고, 실제 성의 관리는 그의 아버지 이시다 마사쓰구였다.
1600년 음력 9월 15일 세키가하라 전투에서 서군의 미쓰나리가 도쿠가와 이에야스에 패배하였고, 사와 산성의 공격은 서군에서 배신한 고바야카와 히데아키 군을 선봉에 내세워 공격하였다. 성주 있고 없고에 관계없이 성의 병사들은 필사 적으로 저항해 보지만, 중과부적으로 2일후, 함락되었다. 이 때, 미쓰나리의 아버지와 처 등, 대부분의 사람이 죽임을 당했다.
《갑자야화》에 따르면, 도쿠가와 측 병사들은 “영화를 구가했던 미쓰나리의 성이니 성도 화려하겠구나”라고 생각하고 성 안으로 난입했지만, 아무런 장식이 없는 수수한 성이었다. 게다가, 미쓰나리의 저택에 남아 있었던 것은 도요토미 히데요시의 감사장뿐이었다고 한다.
이시다 미쓰나리 사후, 도쿠가와 사천왕 중 한 명인 이이 나오마사가 이 지역으로 입봉해 입성한다. 미쓰나리의 선정에 지역 주민들 모두 미쓰나리를 그리워했기 때문에 나오마사는 위엄과 미쓰나리를 불식시키기 위해 히코네성 축성계획을 세웠다. 그러나, 나오마사는 세키가하라 전투에서 입었던 부상으로 1602년 사거했다. 히코네 성 축성계획은 아들 이이 나오쓰구가 계승하여 진행하였고, 사와 산성 등 비와호 주변 성들의 부재를 사용하여 완성했다. 1606년 이이 나오쓰구가 히코네 성으로 이주했기 때문에 사와 산성은 폐성되었다.
대부분의 건조물이 히코네 성으로 이축되거나 파각되었기 때문에 성터에는 석벽과 성루 일부만 남아있다.
2007년 9월 1일 ~ 16일까지 히코네 성 축성 400년 기념 이벤트로 사와 산 일야성 복원 프로젝트를 개최했었다.

## 관광
교통
- JR 서일본 히코네역에서 하차, 도보로 20분소요.

주변 문화시설 및 관광명소
- 사와 산성 유원 - 1976년 착공되어 미완의 테마파크
- 히코네성